# Cultura popolare (album)
Cultura popolare è il secondo album in studio del gruppo musicale Kalamu, pubblicato dalla etichetta indipendente  sana records  nel 2006. Composto da 7 pezzi inediti , 3 tradizionali riarrangiati ed un rifacimento del brano  brigante se mora.
La canzone bambino soldato è una esplicita denuncia contro l'impiego dei bambini in operazioni militari, mentre margherita fa   riferimento al partito politico la margherita.  "Insieme ce la faremo" ,un grido contro tutte le mafie, in tutte le sue forme.         
Parapapà brano spensierato per parlare dei politici che inseguono i loro interessi.

## Tracce
1. Rose d'inverno – 3:27
2. Bambino soldato – 4:35
3. Cultura popolare – 4:37
4. Calabrisella – 4:15
5. Margherita – 3:38
6. La gulia – 2:53
7. Insieme ce la faremo – 5:20
8. Tarantella calabrese – 2:38
9. Parapapà – 3:26
10. Tengo nu sogno – 3:21
11. Brigante se mora – 3:50

## Formazione
- Irene Cantisani - voce e flauto
- Paolo Farace - voce e chitarra acustica
- Francesco Errico - cori e basso elettrico
- Armando Frangella - fisarmonica e violino
- Luigi Sgamba - percussioni tamburelli e tromba
- Andrea Leopardi - batteria
- Pasquale Perrone - chitarra classica, chitarra battente e mandola

### Altri musicisti
- Giuseppe Petrizzo - sax tenore e sax contralto in Calabrisella
- Domenico San Giovanni - batteria in "tarantella calabrese" e "brigante se mora"